# Calcio Padova 1996-1997
Questa voce raccoglie le informazioni riguardanti il Calcio Padova nelle competizioni ufficiali della stagione 1996-1997.

## Stagione
Nella stagione 1996-1997 il Padova disputa il campionato di Serie B. Al termine del torneo ha raccolto 48 punti ed il dodicesimo posto in classifica. La squadra biancoscudata ha mantenuto per tutto il campionato una cadenza regolare, raggiungendo una tranquilla salvezza. La stagione è iniziata con l'allenatore Giuseppe Materazzi che a metà marzo è stato esonerato, con la squadra in una posizione discreta di classifica, dodicesima con 30 punti. Il nuovo allenatore Adriano Fedele non ha portato nulla di nuovo, continuando il percorso con il medesimo passo, ha messo insieme 18 punti nelle restanti tredici partite. Autore di 14 centri Cristiano Lucarelli è stato il miglior realizzatore di questa stagione patavina. In Coppa Italia il Padova esce nel primo turno in gara unica, sconfitto a Monza.

## Divise e sponsor
Lo sponsor tecnico per la stagione 1996-1997 è stato Diadora, mentre lo sponsor ufficiale è stato Millionaire.
| 1ª maglia | 2ª maglia |

## Rosa 1996-1997
| N. |                   | Ruolo | Calciatore           |
| -- | ----------------- | ----- | -------------------- |
| 12 | Italia (bandiera) | P     | Luca Castellazzi     |
|    | Italia (bandiera) | P     | Mauro Morello        |
|    | Italia (bandiera) | P     | Fabio Finucci        |
| 1  | Italia (bandiera) | P     | Walter Zenga         |
| 6  | Italia (bandiera) | D     | Cristiano Bergodi    |
| 5  | Italia (bandiera) | D     | David Bianchini      |
|    | Italia (bandiera) | D     | Massimo Brioschi     |
| 20 | Italia (bandiera) | D     | Filippo Cristante    |
|    | Italia (bandiera) | D     | Andrea Cuicchi       |
| 3  | Italia (bandiera) | D     | Franco Gabrieli      |
|    | Italia (bandiera) | D     | Valeriano Recchi     |
|    | Italia (bandiera) | D     | Stefano Pioli        |
| 25 | Italia (bandiera) | D     | Gianluca Ricci       |
| 29 | Italia (bandiera) | D     | Andrea Turato        |
| 32 | Italia (bandiera) | C     | Massimiliano Allegri |
|    | Italia (bandiera) | C     | Alessandro Bedin     |
| 27 | Italia (bandiera) | C     | Maurizio Bedin       |
|    | Italia (bandiera) | C     | Alessandro Canella   |

| N. |                        | Ruolo | Calciatore            |
| -- | ---------------------- | ----- | --------------------- |
|    | Italia (bandiera)      | C     | Gianluca Coti         |
| 16 | Italia (bandiera)      | C     | Ivone De Franceschi   |
| 19 | Italia (bandiera)      | C     | Fabrizio Ferrigno     |
| 37 | Danimarca (bandiera)   | C     | Thomas Fig            |
| 4  | Italia (bandiera)      | C     | Giuliano Gentilini    |
|    | Italia (bandiera)      | C     | Salvatore Giunta      |
| 10 | Italia (bandiera)      | C     | Christian Lantignotti |
| 7  | Italia (bandiera)      | C     | Emanuele Pellizzaro   |
| 33 | Italia (bandiera)      | C     | Mariano Sotgia        |
| 8  | Italia (bandiera)      | C     | Pasquale Suppa        |
|    | Italia (bandiera)      | A     | Lorenzo Bedin         |
|    | Italia (bandiera)      | A     | Massimo Ciocci        |
| 9  | Italia (bandiera)      | A     | Cristiano Lucarelli   |
| 15 | Italia (bandiera)      | A     | Angelo Montrone       |
| 26 | Italia (bandiera)      | A     | Giovanni Riccardo     |
|    | Argentina (bandiera)   | A     | Silvio Rudman         |
| 17 | Paesi Bassi (bandiera) | A     | Leonard van Utrecht   |

## Risultati

### Campionato

#### Girone di andata
| Arbitro: | Rossi (Ciampino) |

|                 |           |  |
| Van Utrecht 90’ | Marcatori |  |

| Arbitro: | Stafoggia (Pesaro) |

|                                              |           |  |
| De Patre 28’ Francioso 31’ (rig.) Mazzeo 69’ | Marcatori |  |

| Arbitro: | Pairetto (Nichelino) |

|                   |           |             |
| Montrone 15’, 75’ | Marcatori | 57’ Benetti |

| Arbitro: | Borriello (Mantova) |

|                |           |                 |
| Di Michele 70’ | Marcatori | 52’ Lantignotti |

| Arbitro: | De Santis (Tivoli) |

|                                           |           |  |
| Lucarelli 45’, 52’, 68’ De Franceschi 79’ | Marcatori |  |

| Cremona 13 ottobre 1996 6ª giornata | Cremonese            | 0 – 0 | Padova | Stadio Giovanni Zini\| Arbitro: \| Farina (Novi Ligure) \| |
| Arbitro:                            | Farina (Novi Ligure) |       |        |                                                            |

| Arbitro: | Gambino (Barletta) |

|           |           |  |
| Suppa 10’ | Marcatori |  |

| Arbitro: | Piretti (Ravenna) |

|                    |           |  |
| D. Di Vincenzo 73’ | Marcatori |  |

| Arbitro: | Braschi (Prato) |

|  |           |                      |
|  | Marcatori | 72’, 85’ Florijancic |

| Arbitro: | Rodomonti (Teramo) |

|                      |           |                      |
| Lucarelli 10’ (rig.) | Marcatori | 19’ (aut.) Bianchini |

| Arbitro: | Tombolini (Ancona) |

|                              |           |                 |
| G. Bizzarri 8’, 39’ Neri 82’ | Marcatori | 37’ Lantignotti |

| Arbitro: | Trentalange (Torino) |

|               |           |             |
| Lucarelli 54’ | Marcatori | 74’ Tudisco |

| Arbitro: | Pellegrino (Barcellona Pozzo di Gotto) |

|                 |           |                                          |
| Hubner 45’, 59’ | Marcatori | 28’ (aut.) Ponzo 75’ Suppa 84’ Lucarelli |

| Arbitro: | Ercolino (Cassino) |

|           |           |                 |
| Zauli 56’ | Marcatori | 58’ Lantignotti |

| Arbitro: | Sirotti (Forlì) |

|              |           |              |
| Montrone 59’ | Marcatori | 13’ Goossens |

| Arbitro: | Bolognino (Milano) |

|             |           |           |
| Cerbone 69’ | Marcatori | 77’ Ricci |

| Arbitro: | Branzoni (Pavia) |

|                 |           |                     |
| Lantignotti 41’ | Marcatori | 84’ (rig.) Guerrero |

| Arbitro: | Nucini (Bergamo) |

|                            |           |               |
| Guidoni 26’, 81’ Tatti 89’ | Marcatori | 90’ Lucarelli |

| Arbitro: | Lana (Torino) |

|              |           |                              |
| Riccardo 68’ | Marcatori | 23’, 40’ Palladini 78’ Sullo |

#### Girone di ritorno
| Arbitro: | Gronda (Genova) |

|                                      |           |                      |
| Cappellini 17’ Bertarelli 50’ (rig.) | Marcatori | 25’ (rig.) Lucarelli |

| Padova 9 febbraio 1997 21ª giornata | Padova          | 0 – 0 | Lecce | Stadio Euganeo\| Arbitro: \| Treossi (Forlì) \| |
| Arbitro:                            | Treossi (Forlì) |       |       |                                                 |

| Arbitro: | Trentalange (Torino) |

|                 |           |                   |
| C. Bellucci 31’ | Marcatori | 20’ De Franceschi |

| Padova 23 febbraio 1997 23ª giornata | Padova             | 0 – 0 | Foggia | Stadio Euganeo\| Arbitro: \| Dagnello (Trieste) \| |
| Arbitro:                             | Dagnello (Trieste) |       |        |                                                    |

| Arbitro: | Nicchi (Arezzo) |

|                 |           |                                             |
| Campofranco 23’ | Marcatori | 52’ (rig.), 58’ Lucarelli 90’ De Franceschi |

| Arbitro: | Ercolino (Cassino) |

|                               |           |                                     |
| Orlando 34’ (aut.) Sotgia 56’ | Marcatori | 41’ (rig.) Maspero 74’ G. Bresciani |

| Arbitro: | Bonfrisco (Monza) |

|            |           |  |
| Barone 34’ | Marcatori |  |

| Arbitro: | Piretti (Ravenna) |

|               |           |             |
| Bianchini 16’ | Marcatori | 83’ Albieri |

| Arbitro: | Rossi (Ciampino) |

|               |           |                          |
| Di Donato 77’ | Marcatori | 30’ Lucarelli 90’ Sotgia |

| Arbitro: | Lana (Torino) |

|             |           |  |
| Criniti 35’ | Marcatori |  |

| Arbitro: | Borriello (Mantova) |

|                          |           |  |
| Sotgia 44’ Lucarelli 64’ | Marcatori |  |

| Salerno 27 aprile 1997 31ª giornata | Salernitana      | 0 – 0 | Padova | Stadio Arechi\| Arbitro: \| Branzoni (Pavia) \| |
| Arbitro:                            | Branzoni (Pavia) |       |        |                                                 |

| Arbitro: | Ceccarini (Livorno) |

|                 |           |  |
| Lantignotti 78’ | Marcatori |  |

| Arbitro: | Messina (Bergamo) |

|                                   |           |  |
| De Franceschi 59’ Lantignotti 71’ | Marcatori |  |

| Arbitro: | Bonfrisco (Monza) |

|                               |           |                      |
| Centofanti 15’ D. Morello 84’ | Marcatori | 41’ (rig.) Lucarelli |

| Arbitro: | Bazzoli (Merano) |

|  |           |             |
|  | Marcatori | 83’ Cerbone |

| Arbitro: | De Santis (Tivoli) |

|                                              |           |               |
| Flachi 29’ (rig.) Guerrero 31’ Giorgetti 51’ | Marcatori | 45’ Lucarelli |

| Arbitro: | Pellegrino (Barcellona Pozzo di Gotto) |

|                 |           |             |
| Lantignotti 90’ | Marcatori | 89’ Marulla |

| Arbitro: | Gambino (Barletta) |

|         |           |                         |
| Ban 31’ | Marcatori | 50’ Lantignotti 65’ Fig |

### Coppa Italia
| Arbitro: | Piretti (Ravenna) |

|                 |           |  |
| M. Veronese 73’ | Marcatori |  |

## I goleador biancoscudati
14 reti
- Cristiano Lucarelli

8 reti
- Christian Lantignotti

4 reti
- Ivone De Franceschi

3 reti
- Angelo Montrone

2 reti
- Pasquale Suppa

1 rete
- David Bianchini
- Thomas Fig
- Giovanni Riccardo
- Gianluca Ricci
- Leonard van Utrecht